# Seigneurie de l'Augmentation-des-Mille-Îles
La seigneurie de l'Augmentation-des-Mille-Îles était une seigneurie canadienne. Elle est concédée à Eustache Lambert Dumont, seigneur des Mille-Îles, en 1752 puis est abolie en 1854, en même temps que le régime seigneurial lui-même. Cependant, elle persiste comme subdivision foncière jusqu'en 1940, lors de l'abolition des rentes seigneuriales. Son chef-lieu était Saint-Jérôme. 

## Géographie
La seigneurie prenait la forme d’un polygone irrégulier ressemblant à un trapèze, dont la longueur se trouvait dans l’axe perpendiculaire au fleuve Saint-Laurent et dont les côtés n'étaient pas parallèles. La limite avec la seigneurie de Terrebonne, voisine à l’est et au nord-est, était perpendiculaire au Saint-Laurent, alors que la limite avec la seigneurie d'Argenteuil et la seigneurie du Lac-des-Deux-Montagnes, au sud et au sud-ouest, était parallèle à la rivière des Outaouais. Au sud-est se trouvait la seigneurie de Blainville, détachée de la seigneurie des Mille-Îles en 1718, dont la partie résiduelle avait conservé le nom de Mille-Îles, mais était aussi appelée seigneurie de la Rivière-du-Chêne ou encore seigneurie Dumont. 
La seigneurie de l'Augmentation-des Mille-Îles s'étendait de la côte Saint-Pierre à Mirabel, au sud, jusqu’au mont Gabriel à Sainte-Adèle, au nord. Traversée par la rivière du Nord, elle était située dans les basses-terres du Saint-Laurent et dans les montagnes des Laurentides. 

## Histoire
En 1752, le gouverneur La Jonquière et l'intendant Bigot concèdent à Eustache Lambert Dumont, déjà seigneur des Mille-Îles, un fief situé au nord de sa seigneurie, lequel sera appelé l'Augmentation des Mille-Îles. Cette nouvelle seigneurie fait alors partie de la division administrative de Montréal. 
La seigneurie des Mille-Îles, concédée à Sidrac Dugué de Bois-Briant en 1683, avait été reconcédée à ses gendres, Jean Petit et Charles-Gaspard Piot de Langloiserie, en 1714. En 1718, la seigneurie est divisée en deux. La moitié Est, qui deviendra la seigneurie de Blainville et aura comme chef-lieu Sainte-Thérèse, est attribuée à la famille Piot de Langloiserie. La moitié Ouest, qui gardera le nom de seigneurie des Mille-Îles, mais sera aussi appelée seigneurie de la Rivière-du-Chêne, et aura comme chef-lieu Saint-Eustache, est attribuée à Jean Petit. Elle sera aussi surnommée seigneurie Dumont à partir de 1733, année où Charlotte-Louise Petit, fille et héritière de feu Jean Petit, épouse Eustache Lambert Dumont, celui qui obtiendra la seigneurie de l'Augmentation-des-Mille-Îles en 1752. 
En 1789, le seigneur Eustache-Louis Lambert Dumont, fils des précédents, fait arpenter les premières terres dans la seigneurie de l'Augmentation-des-Mille-Îles en raison du manque de terres disponibles dans la seigneurie des Mille-Îles (ou de la Rivière-du-Chêne). Une centaine de terrains sont concédés dans la partie sud du fief entre 1790 et 1807. Vers 1800, le seigneur fait construire un moulin à farine et un moulin à scie sur la rivière du Nord, dans ce qui allait devenir le centre-ville de Saint-Jérôme. 
En 1807, à la mort d’Eustache-Louis Lambert Dumont, la seigneurie de l'Augmentation-des-Mille-Îles est partagée entre ses deux enfants encore vivants : Nicolas-Eustache obtient deux tiers du fief et en devient le seigneur primitif, et Louise-Angélique, épouse d'Antoine Lefebvre Bellefeuille, obtient le tiers restant. En 1810, Nicolas-Eustache Lambert Dumont établit un pied-à-terre au bord de la rivière du Nord, quelques kilomètres en aval des moulins, près de l'actuelle rue de la Chapelle à Mirabel. Quelques colons s'installent à proximité, dont Casimir Thétard de Montigny, considéré comme le fondateur de Saint-Jérôme,,. La première église de la seigneurie, la chapelle Saint-Jean-Chrysostome, est construite dans ce secteur en 1821 et donne son nom au hameau de La Chapelle. Elle était desservie par les prêtres de Sainte-Anne-des-Plaines. Un poste de traite des fourrures est implanté par Montigny en 1824,. 
Vers 1830, la population commence à se concentrer non pas au hameau de La Chapelle, mais plus en amont de la rivière du Nord, près des moulins. L'embryon de village, qui deviendra Saint-Jérôme, est alors appelé Dumontville, du nom de la famille seigneuriale. En 1831, la seigneurie de l'Augmentation-des-Mille-Îles compte 2 020 habitants. Trois ans plus tard, la paroisse de Saint-Jérôme-de-la-Rivière-du-Nord est érigée canoniquement. La même année, une boulangerie-épicerie, qui sera éventuellement convertie en hôtel, est ouverte près des moulins. En 1839, un second lieu de culte, l'église Saint-Jérôme, est inauguré pour remplacer la chapelle Saint-Jean-Chrysostome. Par contre, cette nouvelle église est érigée près de la boulangerie-épicerie et des moulins à scie et à farine, dans ce qui est aujourd'hui le parc Labelle, tout près de l'actuelle cathédrale de Saint-Jérôme. À partir de ce moment, le village de Saint-Jérôme se développe définitivement dans ce secteur. 
En 1854, à l’abolition du régime seigneurial, la seigneurie de l'Augmentation-des-Mille-Îles appartient à Elmire Dumont Laviolette, Virginie Dumont Globensky, Joseph Lefebvre de Bellefeuille, Angélique Lefebvre de Bellefeuille Harwood, Eustache-Antoine de Bellefeuille et Charles Lefebvre de Bellefeuille, tous descendants du premier seigneur, Eustache Lambert Dumont.  
Par contre, les ex-seigneurs, devenus des rentiers seigneuriaux, conservent certains droits lucratifs sur leurs anciennes terres. En effet, ils restent propriétaires et bénéficiaires des rentes seigneuriales, dont les terrains déjà concédés sont grevés. Ces redevances doivent donc continuer de leur être payées annuellement par les propriétaires de terrain. Cependant, un propriétaire peut maintenant libérer sa terre de cette obligation en rachetant la rente à son rentier seigneurial au prix de 17 fois le montant de cette dernière. Néanmoins, peu d'entre eux se prévaudront de cette possibilité. Les rentes seigneuriales sont finalement abolies par le gouvernement du Québec en 1940. À cette date, les rentiers seigneuriaux de l'ancienne seigneurie de l'Augmentation-des-Mille-Îles étaient : Charles-Auguste Globensky, Richard Globensky, Raoul Globensky, Blanche Globensky Leprohon,, Dumontine Globensky Macdonald, la succession de Lambert Globensky, Corinne Wilson Holmes, la succession de Wilfrid Prévost, la succession d'Édouard Lefebvre de Bellefeuille, Ernest de Bellefeuille, Antoinette de Bellefeuille, Almandine de Bellefeuille, Marguerite Laurier Dufour, les prêtres de la Congrégation du Très-Saint-Sacrement, François Marchand, Rolande Marchand, André Léonard et Joseph Bertrand.   

## Toponymie
À Saint-Jérôme, ancien chef-lieu de la seigneurie de l'Augmentation-des-Mille-Îles, plusieurs toponymes témoignent du passé seigneurial de la ville. Le nom du secteur Bellefeuille rappelle la famille Lefebvre de Bellefeuille, copropriétaire du fief. On retrouve aussi des noms de rues : le boulevard des Seigneurs-Dumont, la rue Dumont, la place Nicolas, la montée Saint-Nicolas, la rue De Bellefeuille, la rue Globensky, la rue Laviolette, la rue de la Seigneurie, etc.  
Ailleurs dans les Laurentides, sur l'ancien territoire de la seigneurie, on retrouve une ferme de Sainte-Anne-des-Lacs qui reprend le nom de Seigneurie de Bellefeuille ainsi que le lac des Seigneurs. Il y a aussi la municipalité de Mille-Isles, la côte Saint-Nicholas à Saint-Colomban, la rue de la Seigneurie à Prévost, le chemin Saint-Lambert, la montée Sainte-Elmire et l'avenue des Seigneurs à Saint-Sauveur, le mont Gabriel à Sainte-Adèle, nommé en l'honneur de l'agent seigneurial Gabriel Roy, etc.  